# Van Hool EX
 (signalé en mai 2025).
Si vous disposez d'ouvrages ou d'articles de référence ou si vous connaissez des sites web de qualité traitant du thème abordé ici, merci de compléter l'article en donnant les références utiles à sa vérifiabilité et en les liant à la section « Notes et références ».
- Archive Wikiwix
- Bing
- Cairn
- DuckDuckGo
- E. Universalis
- Gallica
- Google
- G. Books
- G. News
- G. Scholar
- Persée
- Qwant
- (zh) Baidu
- (ru) Yandex
- (wd) trouver des œuvres sur Wikidata

Le Van Hool EX est un autocar de ligne interurbaine nationale, d'excursion, de tourisme et de transport privé (dit Grand-tourisme). Il est fabriqué et commercialisé par le constructeur Van Hool de 2015 à 2024 dans l'usine de Skopje en Macédoine du Nord. Il ne remplace aucun modèle.